# اگزومارس
برنامهٔ اگزومارس یا دگرزیست‌شناسی مریخ (به انگلیسی: Exobiology on Mars یا ExoMars) یک مأموریت گستردهٔ شناسایی مریخ برای جستجو پیرامون وضعیت زیستی در مریخ و بن‌مایه‌های زندگی و زندگی مریخی، در گذشته یا حال‌است. این مأموریت اخترزیست‌شناسی توسط آژانس فضایی اروپا (ESA ایسا) با همکاری سازمان فضایی فدرال روسیه (روس‌کاسموس) در حال اجراست. این برنامه شامل فرستادن چندین گونه فضاپیما و فضاافزار است که با به‌راه‌اندازی دو پرتاب به سیارهٔ مریخ فرستاده می‌شوند. مدارگرد ردیاب گاز اگزومارس (TGO تی‌جی‌اُ) و فرودگر-کاوشگر ثابت شیاپارلی (EDMای‌دی‌ام) در ۱۴ ماه مارس سال ۲۰۱۶ با پرتاب نخست راه‌اندازی شدند. مدارگرد ردیاب اگزومارس بردن کاوشگر ثابت شیاپارلی را به مریخ بر عهده دارد. شیاپارلی را آژانس فضایی اروپا در ایتالیا ساخته‌است. پس از آن، اگزومارس به گردآوری نقشهٔ منبع‌های گاز متان و سایر گازها در جوّ مریخ می‌پردازد و با انجام این کار، به یافتن محلی مناسب برای فرود مریخ‌نورد اگزومارس در سال ۲۰۱۸ که یک سکوی خودرو پرتاب سنگین روسی پروتون را به مریخ می‌برد کمک می‌کند. مدارگرد اگزومارس (تی‌جی‌اُ) دارای چهار ابزار ویژه‌است و نیز خود به عنوان یک ماهوارهٔ رله برای پیگیری ارتباط زمین با مریخ نورد عمل می‌کند.
در سال ۲۰۱۸ فرودگری که روس‌کاسموس آن را ساخته قرار است مریخ نورد ساخت آژانس فضایی اروپا ESA را در سطح مریخ پیاده کند. این مریخ نورد خود دارای برخی ابزار ساخته شده توسط روس‌کاسموس‌ است. در کل حدود دو سوم این پروژه بر عهدهٔ روس‌کاموس و کمتر از یک سوم آنرا سازمان همکاری فضایی اروپا تکمیل می‌کند، تعهدات مالی فنی کشورهای تامین‌کننده بارها دست‌خوش دگرگونی بوده‌است.